# دانشگاه تویاما
دانشگاه تویاما یک دانشگاه ملی ژاپنی در استان تویاما است که در سال ۱۹۴۹ تأسیس شده‌است. این دانشگاه دارای سه پردیس به نام‌های گوفوکو، سوگیتانی و تاکائوکا است.
تحقیقات قابل توجه متعددی در مورد سرطان در بخش بیوشیمی مؤسسه طب طبیعی این دانشگاه انجام شده‌است.